# ثلاثية (تشريح)
الثلاثية (بالإنجليزية: Triad)‏ هو مُصطلحٌ في علم الأنسجة، وهو هيكلٌ يتكون من نبيب مستعرض مع شبكة إندوبلازمية عضلية توجد على كلا الجانبين تعرف باسم الصهريج النهائي.